# Apertura de las Cortes
Madrid - Ouverture des Cortés, más conocido como Apertura de las Cortes, es un grabado del ilustrador español Daniel Urrabieta Vierge publicada el 11 de mayo de 1872 en la revista parisina Le Monde Illustré. Ilustra el  momento de la Apertura de las Cortes en el Palacio del Senado tras las elecciones generales del 3 de abril de 1872 en que el Rey Amadeo I finalizaba su discurso en pos de la unión de todos los españoles para evitar la guerra civil, mientras la cámara se puso en pie gritando «¡muerte a los carlistas!». La ilustración de Vierge, quien residía en Francia, fue basada en un croquis enviado desde España probablemente enviada por su padre Vicente Urrabieta, también un ilustrador, o bien por su hermano Samuel Urrabieta.
Fue una de una serie de dibujos por Vierge desde 1872 hasta 1876 de la sociedad española en guerra durante la era que se inició con el rechazo de los partidarios de Carlos de Borbón al resultado de las elecciones que luego daría lugar al estallido el 21 de abril de 1872 de la tercera guerra carlista. La revista Le Monde publicó otros dos grabados de Vierge junto con la Apertura de las Cortes en las que se ilustra el asalto a trenes por parte de los carlistas.